# (8070) 1981 EM30
(8070) 1981 EM30 là một tiểu hành tinh vành đai chính. Nó được Schelte J. Bus phát hiện ra tại Đài thiên văn Siding Spring gần Coonabarabran, New South Wales vào Úc, ngày 2 tháng 3 năm 1981.